# Микаелян, Сергей Артурович
Серге́й Арту́рович Микаеля́н (арм. Սերգեյ Միքայելյան; род. 27 апреля 1992, Горно-Алтайск) — армянский лыжник, многократный чемпион Армении, участник Олимпийских игр в Ванкувере (2010) и Олимпийских игр в Сочи (2014).

## Биография
Сергей Микаелян начал заниматься лыжным спортом в Ашоцке в возрасте 10 лет под руководством своего отца Артура Микаеляна. В 2010 году став двукратным чемпионом Армении, получил право представлять свою страну на зимних Олимпийских играх в Ванкувере, где в гонке на 15 км свободным стилем занял 70-е место. 
В августе 2011 года в норвежском городе Эуре участвовал в молодёжном чемпионате мира по гонкам на лыжероллерах. В гонке на 17 км свободным стилем Сергей показал лучший результат — 35 мин. 18 сек и занял первое место, а на дистанции 10.8 км финишировал третьим и удостоился бронзовой награды.
21 декабря 2011 года Сергей Микаелян принял участие в «Кубке Скандинавии». Выступая в возрастной категории до 20 лет, на дистанции 15 км свободным стилем с результатом 38,11 секунд занял 3 место. Перед этим Микаелян стал победителем на международном турнире, который прошёл в финском городе Муонио.
В январе 2012 года, в рамках подготовки к чемпионату мира среди молодёжи в Эрзеруме, Сергей Микаелян выиграл международный турнир в Чехии, в котором принимали участие 350 спортсменов.
В 2017 году на Универсиаде в Алма-Ате занял четвёртое место в гонке на 10 км классическим стилем и стал бронзовым призёром в гонке преследования свободным стилем. Благодаря этому успеху вошёл в историю, как первый армянский спортсмен, завоевавший медаль зимних Универсиад.

## Семья
Микаелян (Капчикаева), Алла Анатольевна (р. 19.12.1969) — мать, советская и армянская лыжница, призёр чемпионатов СССР, участница зимних Олимпийских игр в Нагано (1998), знаменосец делегации Армении на церемонии открытия этих соревнований.